# Juan Carlos López
Juan Carlos López Asprilla (ur. 25 lipca 1989) – kolumbijski zapaśnik w stylu klasycznym.
Zajął 39 miejsce na mistrzostwach świata w 2013. Brązowy medal na igrzyskach panamerykańskich w 2011 i mistrzostwach w 2015. Srebrny medal igrzysk Ameryki Południowej w 2014. Złoto mistrzostw Am.Płd w 2013. Brązowy medalista igrzysk Ameryki Środkowej i Karaibów w 2018 roku.